# احمدآباد (قم)
احمدآباد، روستایی است از توابع بخش خلجستان در استان قم ایران.

## جمعیت
این روستا در دهستان دستجرد (قم) قرار دارد و براساس سرشماری مرکز آمار ایران در سال ۱۳۸۵، جمعیت آن ۷۸ نفر (۳۰خانوار) بوده‌است.